# Distrikt Kunturkanki
Der Distrikt Kunturkanki liegt in der Provinz Canas in der Region Cusco in Südzentral-Peru. Der Distrikt wurde am 7. Januar 1961 gegründet. Er hat eine Fläche von 376,19 km². Beim Zensus 2017 wurden 4747 Einwohner gezählt. Im Jahr 1993 lag die Einwohnerzahl bei 3399, im Jahr 2007 bei 2965. Sitz der Distriktverwaltung ist die auf einer Höhe von 3940 m gelegene Kleinstadt El Descanso mit 1434 Einwohnern (Stand 2017). El Descanso liegt 38 km südsüdöstlich der Provinzhauptstadt Yanaoca. 

## Geographische Lage
Der Distrikt Kunturkanki liegt im Andenhochland im zentralen Süden der Provinz Canas. Im Nordosten reicht der Distrikt bis an das Ufer des Sees Laguna Langui Layo.
Der Distrikt Kunturkanki grenzt im Westen an den Distrikt Checca, im Nordosten an den Distrikt Langui, im Südosten an den Distrikt Layo sowie im Süden an den Distrikt Pichigua (Provinz Espinar).